# Амари, Микеле
Микеле Амари (итал. Michele Amari; 7 июля 1806 года, Палермо — 16 июля 1889 года, Флоренция) — итальянский патриот, специалист по истории Востока и истории Сицилии, известен своими работами по вопросам, связанным с «Сицилийской вечерней»; был первым министром народного образования Итальянского королевства.
Амари стал важной фигурой во время Рисорджименто, так как обеспечивал связь между графом Кавуром и влиятельными сицилийцами, склоняя последних к поддержке объединения Италии. Амари ожидал, что Кавур после объединения предоставит Сицилии региональную автономию, однако после завершения объединения Кавур прекратил поддерживать подобные идеи, блокируя все подобные попытки вместе с североитальянскими политиками. Многие сицилийцы восприняли это как предательство, подлившее масла в огонь традиционного конфликта между Северной и Южной частями Италии.
Исторические работы Амари касаются Средневековой Сицилии, в особенности периода мусульманского владычества над островом. Он был одним из первых переводчиков средневековых арабских текстов. Величайшей его работой является «Storia dei Musulmani di Sicilia» («История мусульман в Сицилии»), написанная в 1854 году, которая была переведена на многие языки, включая арабский (группой египетских учёных в 2004 году).
Доктор, профессор.
Иностранный член Баварской АН (1863).
Членкор Петербургской АН (1873).

## Избранная библиография
- «Fondazione della Monarchia dei Normanni in Sicilia»
- «La guerra del Vespro Siciliano» (Палермо, 1841; 8 изд. Флоренция, 1876; немецкий перевод Шредера, Лейпциг, 1851)
- «Storia dei Musulmanni di Sicilio» (Флоренция, 1853—73)
- «Biblioteca Arabo-Sicula» (Лейпциг, 1855—57; дополнение 1875)
- «Diplomi arabi del Regio Archivio Fiorentino» (Флоренция, 1863; доп. 1867)
- «Traduzione delle Bibliotheca Arabo-Sicula» (Турин и Рим, 1880—81).